# Уаикато (регион)
Уаикато (англ. Waikato) — один из регионов Новой Зеландии. Расположен в центре Северного острова. Крупнейшим городом и административным центром является город Гамильтон.

## География
Регион Уаикато занимает площадь в 25 598 км², что делает его самым крупным регионом на Северном острове и четвёртым в Новой Зеландии. На севере и северо-востоке в районе полуострова Коромандел Уаикато выходит к Тихому океану. Западной границей региона является берег Тасманова моря. На севере регион Уаикато граничит с регионом Окленд, на востоке с регионом Бей-оф-Пленти, на юге с регионами Хокс-Бей, Манавату-Уангануи и Таранаки.
Рельеф регион очень разнообразный. Центральная и северная часть представляют собой равнину, пересеченную ирригационными и оросительными каналами. Эта часть региона является одним из основных сельскохозяйственных регионов страны. Полуостров Коромандел на севере, восточная и южная части региона в противоположность равнинной части представляют собой постоянную череду холмов и достаточно высоких гор, как правило поросших лесом. Самой высокой точкой региона Уаикато является гора Патуту, на границе с Манавату-Уангануи. Её высота составляет 1708 метров.
На территории региона Уаикато находится самое большое озеро Новой Зеландии — озеро Таупо. Из него берёт своё начало самая длинная река Новой Зеландии — Уаикато, которая даёт имя всему региону.

## Административное деление
Регион состоит из 12 округов: Гамильтон, Округ Уаикато, Округ Южный Уаикато, Округ Уаипа, Округ Темс-Коромандел, Округ Матамата-Пиако, Округ Уаитомо, Округ Отороханга, Округ Франклин (часть), Округ Хаураки, Округ Таупо и Округ Роторуа (часть).

## Демография
По данным 2013 года население региона Уаикато составляет 403 638 человек.

## Основные достопримечательности

Полуостров Коромандел, восточное побережье

- Полуостров Коромандел (англ. Coromandel Peninsula) — полуостров в северной части региона Уаикато. Он весь покрыт высокими горами поросшими практически нетронутым лесом. Многочисленные заливы, бухты и острова делают это место очень привлекательным для туристов.
  - Коромандел (Новая Зеландия) (англ. Coromandel Town) — небольшой городок, когда-то бывший центром местного золотоносного района. Очень уютный, с большим количеством кафе и ресторанчиков. Вокруг много музеев, экскурсий и просто интересных и красивых мест.
  - Пляж Горячих Источников (англ. Hot Water Beach) — небольшой пляж на восточном побережье полуострова Коромандел. Знаменит тем, что во время отлива через песок начинают бить многочисленные горячие источноки. Можно принимать горячие ванны выкопав небольшой бассейн прямо в песке.
  - Кафедральная Арка (англ. Cathedral Cove) — огромная арка промытая океанским прибоем в прибрежной скале. Вокруг арки по всему прилегающему пляжу разбросаны скалы и камни самой причудливой формы. Дорога к этому месту пролегает по крутым утёсам поросшим густым лесом, откуда открываются удивительные виды на прилегающие к берегу заливы и острова.
- Пещеры Уаитомо (англ. Waitomo Caves) — находятся к югу от Гамильтона. Знамениты своей красотой и многочисленными светлячками живущими в них. В полной темноте пещер светлячки светятся как звезды в безоблачную ночь.
- Водопад Марокопа (англ. Marokopa Falls) — самый большой водопад на Северном острове.
- Озеро Таупо (англ. Lake Taupo) — озеро вулканического происхождения, самое большое озеро в Новой Зеландии.
- Водопад Хука (англ. Huka Falls) — самый мощный (по объёму протекающей за единицу времени воды) водопад Новой Зеландии. Располагается на реке Уаикато надалеко от её истока из озера Таупо.
- Уаиотапу (англ. Wai-O-Tapu) — долина гейзеров и горячих источников, необычность природы и буйство красок делают это место одним из самых посещаемых в Новой Зеландии.
- Оракеи-Корако (англ. Orakei Korako) — долина вулканической и термальной активности. Располагается к северу от озера Таупо.
- Хоббитон (англ. Hobbiton) — единственное сохранившееся почти нетронутым место съемок фильма «Властелин колец». Располагается на территории частной фермы недалеко от посёлка Матамата.